# James Edward Quigley

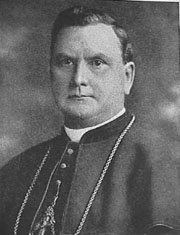
Erzbischof James Edward Quigley

James Edward Quigley (* 15. Oktober 1854 in Oshawa, Ontario, Kanada; † 10. Juli 1915 in Chicago, Illinois, Vereinigte Staaten) war Erzbischof von Chicago.

## Leben
James Edward Quigley empfing am 13. April 1879 das Sakrament der Priesterweihe.
Am 12. Dezember 1896 ernannte ihn Papst Leo XIII. zum Bischof von Buffalo. Der Erzbischof von New York, Michael Augustine Corrigan, spendete ihm am 24. Februar 1897 die Bischofsweihe; Mitkonsekratoren waren der Bischof von Rochester, Bernard Joseph John McQuaid, und der Bischof von Brooklyn, Charles Edward McDonnell.
Am 8. Januar 1903 ernannte ihn Leo XIII. zum Erzbischof von Chicago. Die Amtseinführung erfolgte am 10. März desselben Jahres.
Ein Jahr nach seinem Tod wurde das neugegründete Theologische Vorbereitungsseminar der Erzdiözese Chicago nach Quigley benannt (Archbishop Quigley Preparatory Seminary).